# Königswinterer Kreis
Der Königswinterer Kreis wurde vom Generaldirektor Johannes Joseph van der Velden im Volksverein für das katholische Deutschland 1929 gegründet, um grundsätzliche Fragen der katholischen Sozialpolitik zu erörtern. 1932 bekam er als Institut für Gesellschafts- und Wirtschaftsordnung einen offiziellen Rahmen. Er tagte bis 1933 im späteren Adam-Stegerwald-Haus.
Im Herbst 1930 beauftragte der Ordensgeneral der Jesuiten, Pater Wladimir Ledóchowski, ein enger Berater von Papst Pius XI., den jungen, frisch promovierten Sozialphilosophen Oswald von Nell-Breuning mit dem Entwurf für eine Sozialenzyklika. Er hatte Hilfe im Königswinterer Kreis: Theodor Brauer, Götz Briefs, Gustav Gundlach SJ, Paul Jostock, Rudolf Kaibach OMC (1887–1944), Franz H. Müller (1900–1994), Heinrich Rommen (1897–1967), Wilhelm Schwer (1876–1949). Die Arbeit sollte einer umfassenden Sozialreform dienen, wobei jeder aus seiner speziellen Sicht her Vorschläge machte. Nell-Breuning diskutierte alle Fragen, ohne seinen Auftrag offenzulegen. Die Enzyklika Quadragesimo anno vom 15. Mai 1931 gab vieles weiter, was im Kreis besprochen worden war. Das neue Institut führte 1932 eine Studientagung über die berufsständische Ordnung durch und veranstaltete in Mönchengladbach die erste „Soziale Woche“ des Volksvereins.
Durch die verschiedenen Lebensläufe wurden die Gedanken in viele Zusammenhänge eingebracht: Van der Velden wurde Bischof von Aachen, Theodor Brauer musste in die USA emigrieren, Götz Briefs und Heinrich Rommen ebenso, Franz H. Müller an das College of St. Thomas in St. Paul (Minnesota), Gustav Gundlach wirkte in Rom und im Nachkriegsdeutschland als Sozialtheoretiker, Paul Jostock wurde ein wichtiger Statistiker in Baden-Württemberg, Wilhelm Schwer lehrte bis 1947 an der Bonner Universität als Theologe.

## Einzelbelege
1. ↑  Anton Rauscher: Besinnung auf das Subsidiaritätsprinzip. Berlin 2015, ISBN 978-3-428-14713-7 (duncker-humblot.de [PDF]).
2. ↑  Walter Euchner, Helga Grebing, F.-J. Stegmann, Peter Langhorst, Traugott Jähnichen: Geschichte der sozialen Ideen in Deutschland: Sozialismus — Katholische Soziallehre — Protestantische Sozialethik. Ein Handbuch. Springer-Verlag, 2015, ISBN 978-3-322-80785-4 (google.de [abgerufen am 18. Mai 2021]).
3. ↑  Das Gemeinwohl und seine ethische Bedeutung, Düsseldorf 1928
4. ↑  Totenzettel Details. Abgerufen am 19. Mai 2021.
5. ↑  Der Staat in der katholischen Gedankenwelt, Paderborn 1935
6. ↑  Wilhelm Schwer: Katholische Gesellschaftslehre, 1928; Stand und Ständeordnung im Weltbild des Mittelalters. Die geistes- und gesellschaftsgeschichtlichen Grundlagen der berufsständischen  Idee, 2. A., 1952
7. ↑  Nell-Breuning SJ, Oswald von. 4. August 2010, abgerufen am 18. Mai 2021.
8. ↑  Der Volksverein für das katholische Deutschland (1890–1933). Abgerufen am 19. Mai 2021.